# Schleiflack

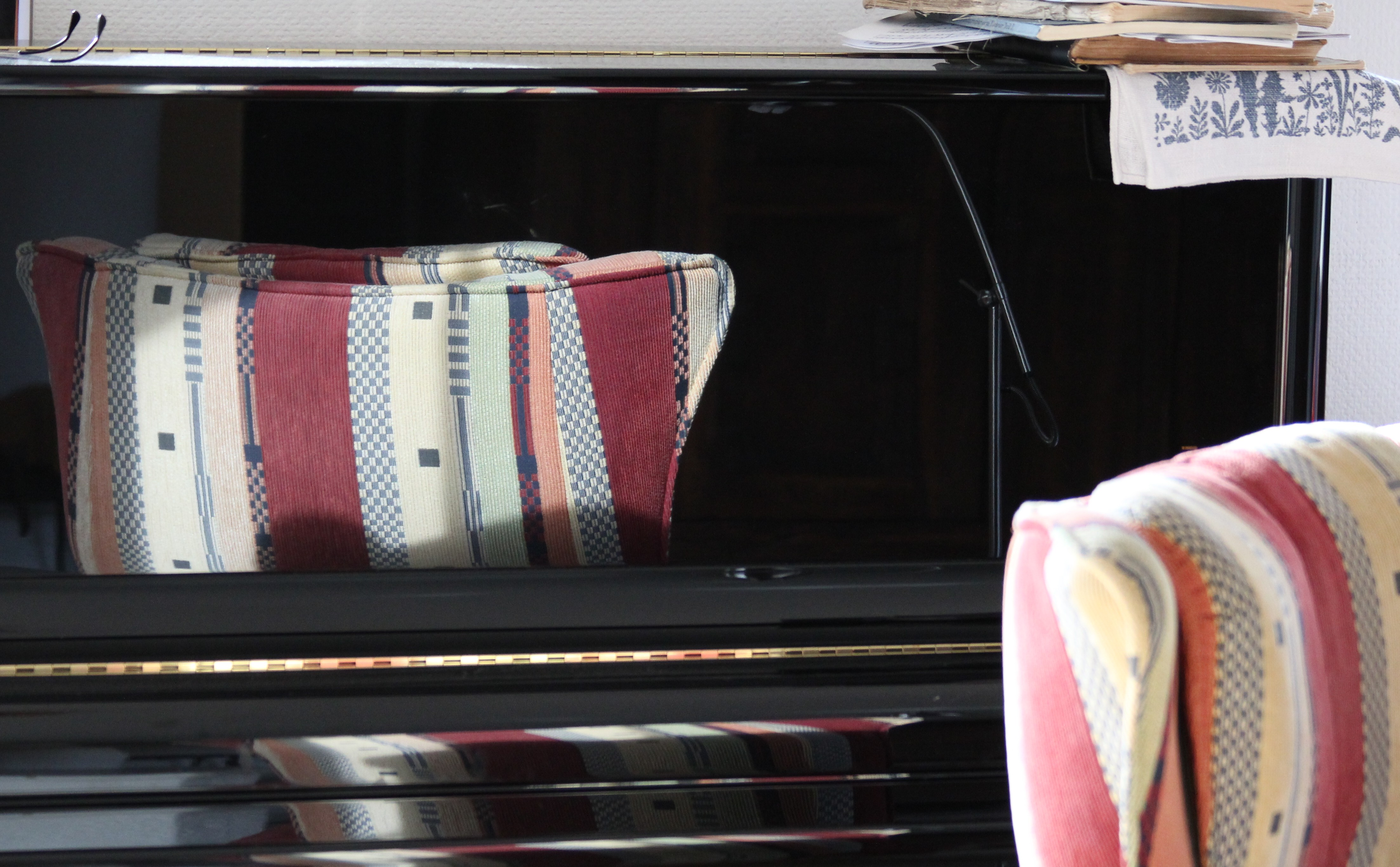
Moderner "Klavierlack", (Mehrschichtlack)

Als Schleiflack bezeichnet man das Ergebnis einer ursprünglich speziell dafür entwickelten Verfahrenstechnik beim Lackieren, die besonders im 19. Jahrhundert verbreitet war. Ziel des Schleiflackierens ist es, mittels mehrerer Lackschichten eine homogene, deckende, glatte, ebene, spiegelnd-glänzende und möglichst harte Oberfläche zu erhalten. 

## Voraussetzungen im 19. Jahrhundert
Das Ziel einer glatten und glänzenden Lackschicht mit hoher Deckkraft war mit den früheren Naturharz-Lacken und der ihrer Konsistenz entsprechenden oder in der damaligen Zeit verfügbaren Technik nicht erreichbar.
1. Diese historischen Lacke verlaufen nicht glatt, sondern bilden leicht Nasen.
2. Sie fangen leichter Luftblasen ein.
3. Bis ins 20. Jahrhundert waren keine Lacke vorhanden, die von Natur aus hochglänzend oder seidenmatt waren.

Außerdem fehlten die entsprechenden Instrumente und Kenntnisse für die heute übliche Spritztechnik.
Zur Verarbeitung war lediglich die Methode des Auftragens mit dem Pinsel bekannt und verfügbar. Pinseln führt aber zwangsläufig zu einer Struktur. Wenn man nun die Oberflächenspannung des Lacks durch ein geeignetes Lösungsmittel absenkt, sinkt auch die Benetzungsfähigkeit, das heißt die Deckkraft, aufgrund des geringeren Anteils an Farbpartikeln. Dafür neigt der Anstrich dazu, glatter zu verlaufen, das heißt Unregelmäßigkeiten herauszuziehen.
Den Materialgegebenheiten und technischen Möglichkeiten entsprechend wurde daher der Lack in der Regel in einem Arbeitsgang sehr dünn aufgetragen, um Luftblasen und Nasen zu vermeiden.

## Ursprüngliches Verfahren
Beim Schleiflackverfahren wich man von dieser Technik ab und führte mehrere Arbeitsgänge durch, was das Verfahren sehr arbeits- und materialintensiv machte. Man trug zunächst eine dicke Schicht Lack auf. Diese schliff man so lange, bis die Oberfläche homogen war. Dabei war es (beim ersten Auftragen) möglich, dass man durch die Lackschicht schliff und der Untergrund sichtbar wurde oder dass der Lack unregelmäßig abgeschliffen wurde. Deshalb musste nun eine zweite Schicht aufgetragen werden. Bei dieser zweiten Schicht erhöhte man die Verdünnung, um eine gute Verbindung mit der ersten Lackschicht und eine glattere Oberfläche zu erreichen. Diese zweite Schicht wurde wiederum geschliffen. Hatte man auf diesem Wege genügend Schichten aufgetragen, begann das Finishen: Man schliff den Lack mit verschiedenen Schleifpapieren oder Pasten mit steigender Feinheit, bis man keine Rauheit mehr erkennen konnte (800er-Körnung). Schliff man nun weiter, so wurde die Oberfläche zuerst matt, dann seidenmatt und zum Schluss (beim Schleifen mit Kreide als Schleifpaste) hochglanz-glatt geschliffen und mit dem Ballen farbabtragend (abrasiv) oder mit Schellack farbauftragend poliert. 

## Preis und Wertschätzung
Durch die Aufwändigkeit des Verfahrens erklärt sich auch der höhere Preis der Produkte mit solcher Luxuslackierung. Die höhere Wertschätzung von Schleiflackmöbeln wiederum ergibt sich aus dem ungewöhnlichen Ergebnis, besonders dem Spiegelglanz und den dadurch erzeugten Lichtreflexen sowie aus der durch den Preis erklärlichen Exklusivität der Produkte, aber auch durch die Langlebigkeit der dickeren und härteren Lackschicht. Von Nachteil war die Kratzempfindlichkeit der extrem glatten und spiegelnden Oberfläche, der man durch besonders pflegliche Behandlung Rechnung tragen musste.

## Heutiges Imitationsverfahren
Heutzutage wird der Lack im professionellen Sektor fast nur noch mit der Spritzpistole aufgetragen. Spezielle Mediatoren, Kunstharze und Lösungsmittel sorgen dabei dafür, dass der Lack nicht nur sehr dick, sondern auch homogen aufgetragen werden kann, weshalb es nicht nötig ist, eine Vielzahl dünner Schichten aufzutragen. Zwischen den Schichten erfolgt das Schleifen nur noch zur besseren Haftvermittlung, nicht zur Glättung, da moderne Lacke sich selbst glätten. Die Effekte matt, seidenmatt, hochglänzend stellen sich bei Aushärten des Lacks aufgrund der Lackfüllstoffe ein. Ein Schleifen mit hochfeinem Schleifpapier ist nicht mehr nötig.
Durch den hohen Arbeitsaufwand ist die Anwendung der traditionellen Schleiflacktechnik bei der Massenproduktion von Möbeln heutzutage obsolet geworden und findet sich fast nur noch in der Restaurationstechnik. Schleiflack als Attribut von Möbeln kann daher heute eigentlich kaum mehr als Qualitätskriterium und als Begründung für höhere Preise gelten, wird aber als pseudo-Gütekriterium im Möbelbau verwendet. Moderne Mehrschichtlacke werden oft als Klavierlack bezeichnet, was jedoch meist lediglich Mehrschichtlack, uni mit hoher Deckung bedeutet. Klavierhersteller verweisen jedoch darauf, dass es bis heute keinen Lack gebe, der ohne entsprechende Nachbehandlung ausreichend gut verfließt, sodass immer diverse Schleif- und Poliervorgänge erforderlich sind.